# Giải vô địch bóng đá nữ châu Phi 1991
Giải vô địch bóng đá nữ châu Phi 1991 diễn ra từ 16 tháng 2 đến 30 tháng 6 năm 1991. Giải được tổ chức nhằm chọn ra đại diện duy nhất của khu vực châu Phi tham dự Giải vô địch bóng đá nữ thế giới 1991.

## Vòng một
| Đội 1    | TTS  | Đội 2          | Lượt đi | Lượt về |
| -------- | ---- | -------------- | ------- | ------- |
| Nigeria  | 7–2  | Ghana          | 5–1     | 2–1     |
| Guinée   | w.o. | Sénégal        | —       | —       |
| Zambia   | w.o. | Zimbabwe       | —       | —       |
| Cameroon | w.o. | Cộng hòa Congo | —       | —       |

| Nigeria | 5–1 | Ghana |
| ------- | --- | ----- |
| Uche ?' |     |       |

| Ghana | 1–2 | Nigeria |
| ----- | --- | ------- |
|       |     |         |

Nigeria thắng với tổng tỉ số 7–2.
| Guinée | w/o | Sénégal |
| ------ | --- | ------- |
|        |     |         |

Senegal bỏ cuộc, Guinée đi tiếp.
| Zambia | w/o | Zimbabwe |
| ------ | --- | -------- |
|        |     |          |

Zimbabwe bỏ cuộc, Zambia đi tiếp.
| Cameroon | w/o | Cộng hòa Congo |
| -------- | --- | -------------- |
|          |     |                |

Congo bỏ cuộc, Cameroon đi tiếp.

## Vòng hai
|  | Vòng hai | Vòng hai | Vòng hai | Vòng hai | Vòng hai |   |         | Chung kết | Chung kết | Chung kết | Chung kết | Chung kết |
|  |          |          |          |          |          |   |         |           |           |           |           |           |
|  | Nigeria  | Nigeria  | 3        | 4        | 7        |   |         |           |           |           |           |           |
|  | Guinée   | Guinée   | 0        | 0        | 0        |   |         |           |           |           |           |           |
|  |          |          |          |          |          |   | Nigeria | Nigeria   | 2         | 4         | 6         |           |
|  |          | Cameroon | Cameroon | 0        | 0        | 0 |         |           |           |           |           |           |
|  | Zambia   | Zambia   | —        | —        | o        |   |         |           |           |           |           |           |
|  | Cameroon | Cameroon | —        | —        | w        |   |         |           |           |           |           |           |

| Nigeria | 3–0 | Guinée |
| ------- | --- | ------ |
|         |     |        |

| Guinée | 0–4 | Nigeria |
| ------ | --- | ------- |
|        |     |         |

Nigeria thắng với tổng tỉ số 7–0.
| Zambia | w/o | Cameroon |
| ------ | --- | -------- |
|        |     |          |

Zambia bỏ cuộc, Cameroon đi tiếp.

## Chung kết
| Nigeria | 2–0 | Cameroon |
| ------- | --- | -------- |
|         |     |          |

| Cameroon | 0–4 | Nigeria |
| -------- | --- | ------- |
|          |     |         |

Nigeria thắng với tổng tỉ số 6–0.